# Valea Teilor
Valea Teilor község Tulcea megyében, Dobrudzsában, Romániában.

## Fekvése
A település az ország délkeleti részén található, a megyeszékhelytől, Tulcsától negyvenkét kilométerre nyugatra.

## Története
Régi török neve Meydanköy. Községi rangot 2005-ben kapott, miután kivált Izvoarele község közigazgatási irányítása alól.

## Látnivalók
- Valea Teilor kolostor - 2007-ben alapították.
- Izvorul Tămăduirii - egy forrás, ahol minden évben, a húsvétot követő első pénteken ortodox zarándoklatot tartanak.